# Orden Martha Bolaños de Prado
La Orden Martha Bolaños de Prado es una distinción honorífica otorgada por el presidente de la República de Guatemala, a personas individuales o jurídicas, e instituciones que se hayan distinguido en el campo de la música, teatro y docencia dedicada a los niños y el desarrollo integral de la niñez y juventud guatemalteca.